# Tempio di Apollo (Thermos)
Il tempio è dedicato al dio Apollo, situato in un luogo originariamente impervio. Fu costruito nel VII secolo a.C., ma avrà forma definita nel III secolo a.C., secolo a cui risale anche la cinta muraria con torri di difesa, costruita per proteggere il santuario (sede di una confederazione) e il relativo tesoro. Il prestigio del santuario accrebbe e questo fatto divenne in qualche modo la causa della propria rovina, fu distrutto nel 218 a.C. dal nipote di Alessandro Magno per impossessarsi delle ricchezze del tesoro. Le conoscenze riguardanti il santuario ci arrivano da Polibio.

## Posizione
Si trova entro un recinto ("Temenos", in caratteri greci τέμενος: area sacra di pertinenza al tempio, determinata in vari modi da una linea di divisione entro la quale non si poteva accedere armati o costruire edifici di tipo non religioso; un simile concetto è espresso nel mondo romano con il termine Pomerium, i nomi greci tradotti dal latino ci sono pervenuti tramite Vitruvio).
Il tempio è collocato in un angolo a sud-est, mentre il resto del Temenos è occupato da due Stoâi (Stoâ, ovvero un porticato ligneo aperto che ospitava i pellegrini), che si sviluppavano soprattutto in lunghezza ed erano molto estesi per il grande afflusso di "fedeli". Questi sono da intendere certamente come tra i primi esempi di Stoâ. Successivamente furono edificati in pietra. Il largo spazio serviva per la deposizione dei doni da parte dei "fedeli" e, in altri casi, era il punto di convergenza delle processioni.

## Ricostruzione stratigrafica
Fra il 630 e il 620 a.C. presentava due muri della cella molto lunghi, così come la peristasi. In questa fase si individua il Tempio C. (quello descritto da Polibio).
L'area fu scavata e venne scoperto un altro tempio, anteriore al Tempio C, che venne chiamato Megaron B, perché la forma della pianta rimanda a quella del megaron a terminazione arrotondata circondato da colonne. Venne successivamente scoperto un secondo strato che presentava un'altra costruzione, detta Megaron A. Non è un tempio ma un megaron ampliato privo di colonne perimetrali, del periodo miceneo.
Nell'VIII secolo a.C. vennero aggiunte le colonne intorno al santuario.
La III fase è riferita al tempio ruotato rispetto al Megaron B con cella molto allungata e peristasi costituita da colonne lignee, con caratteri molto arcaici, come l'eccessiva forma allungata del tempio in disaccordo con la peristasi. L'altro problema è costituito dalla presenza di una fila di colonne centrali, a causa della trave di carico (esigenza strutturale), e il numero dispari di colonne, con ingresso laterale e non assiale; questa è però una situazione non funzionale in quanto la statua della divinità, posta sul fondo, non è immediatamente visibile, nonostante venga leggermente spostata verso destra.
La copertura era in argilla, con lastre di 110x90cm, con parti terminali risvoltate. Si definisce come "tetto corinzio", perché gli abitanti di Corinto usarono per primi questo metodo e gli abitanti di Thermos avevano origini corinzie. Vennero usate anche le ceramiche di Corinto nelle metope (poste tra due travi in funzione di riempimento, potevano essere lastre di argilla decorata, o in pietra o, come ad Atene, in marmo).